# 스미토모 그룹
스미토모 그룹(일본어: 住友グループ)은 NEC 등의 자회사를 둔 기업 집단이다. 2012년 스미토모 금속은 신일본제철과 합병하여 신일철주금이 되면서 그룹에서 탈퇴하였다.
미쓰이 그룹, 미쓰비시 그룹과 함께 일본의 3대 재벌 그룹이다. 사람의 미쓰이, 조직의 미쓰비시에 대해서 스미토모는 '결속의 스미토모'로 일컬어진다.
계열사로는 스미토모 고무공업이 대표적이다.